# Hinguéthen de Vannes
Saint Hinguéthen, est le treizième, neuvième selon la Gallia Christiana,  évêque,  du diocèse de Vannes au VIIe siècle.
Il est le successeur de Saint Budoc, admettra dans son clergé Saint Mériadec, qui sera plus tard son successeur. Étant mort en 659, il n'aura régné que deux ans à Vannes selon Albert-le-Grand dominicain à Morlaix. Apparemment, il ne permettra aucun culte dans le diocèse de Vannes, et le calendrier de l'abbaye de Saint-Méen-le-Grand, qui classe sa fête le 10 mai, ne fait aucune mention de lui. On pense qu'il est le même que saint Ganton, qui donne son nom à une paroisse du diocèse de Rennes. 

## Sources
- Liste officielle des prélats du diocèse de Vannes de l'Église catholique Diocèse de Vannes Liste chronologique des Évêques de Vannes .
- (la) Jean-Barthélemy Hauréau, Gallia Christiana, vol. XIV Provincia Turonensi, Paris, Firmin-Didot, 1856, p. 918 Ecclesia Venentesis IX S. Hinguetenus.